# Cosmarium subprotumidum
Cosmarium subprotumidum là một loài Song tinh tảo trong họ Desmidiaceae, thuộc chi Cosmarium.